# Alou Diarra
Pour les articles homonymes, voir Diarra.
Alou Diarra, né le 15 juillet 1981 à Villepinte (France), est un ancien footballeur international français qui évoluait au poste de milieu de terrain.
Passé jeune par le Bayern Munich et le Liverpool FC sans jamais jouer avec les équipes professionnelles, il remporte de nombreux titres notamment avec l'Olympique lyonnais, l'Olympique de Marseille et les Girondins de Bordeaux. 
Diarra est également finaliste de la Coupe du monde 2006 avec l'équipe de France avec laquelle il compte 44 sélections. Il participe également à la Coupe du monde 2010 et à l'Euro 2012.
Il est le frère aîné de Zanké Diarra, également footballeur.

## Biographie

### Début de carrière
Né en France de parents d'origine malienne, Alou Diarra commence sa carrière au club du CSL Aulnay à l'âge de six ans puis au club de la ville de Villepinte. Il commence sa carrière professionnelle à Louhans-Cuiseaux, lancé par l'entraîneur Philippe Hinschberger pour quelques matchs de Ligue 2 dont le premier contre le Toulouse FC le 15 avril 2000 lors de 33e journée de Ligue 2. 
Il est transféré à tout juste 19 ans au club allemand du Bayern Munich. En l'espace de deux années, Diarra ne joue pas un seul match en équipe première. Barré par une forte concurrence et son jeune âge, il évolue régulièrement en réserve. 
Il est alors recruté par le Liverpool de Gérard Houllier où il ne joue pas non plus, prêté successivement au Havre AC où il joue son premier match de Ligue 1 le 17 août 2002 contre le RC Strasbourg, puis au SC Bastia où il marque le premier but de sa carrière le 13 septembre 2003 contre l'En avant Guingamp puis au RC Lens. Il quitte finalement le club après trois saisons et trois prêts.

### Affirmation au haut-niveau
Après une saison en prêt à RC Lens où il joue son premier match le 7 août 2004 contre le Toulouse FC puis marque son premier but avec le RCL deux mois plus tard contre l'AC Ajaccio. Son prêt au RC Lens est transformé en transfert définitif en 2005 pour une valeur d'environ 3 millions d'euros. C'est d'ailleurs dans ce club que le jeune milieu défensif connaît véritablement son envol et une reconnaissance du grand public. Il remporte la Coupe Intertoto lors de l'été 2005. Ses prestations remarquées, son jeu de tête, son physique impressionnant, sa vision de jeu ainsi que son travail constant lui permettent de se faire une réputation nationale et de se faire voir aux yeux du sélectionneur Raymond Domenech qui l'appelle régulièrement en équipe de France et qui le retient pour la Coupe du monde 2006. 
Le 23 août 2006, il s'engage avec l'Olympique lyonnais pour remplacer Mahamadou Diarra, parti au Real Madrid, le montant du transfert étant estimé à 7 millions d'euros. Il joue son premier match sous le maillot des Gones le 16 septembre suivant contre le FC Lorient et marque son premier but avec l'OL le 20 décembre contre l'AS Nancy en coupe de la ligue. Le 7 avril 2007, mécontent après l'annonce de sa titularisation avec la réserve de l'OL, il entre en conflit avec Gérard Houllier et ne retrouve l'équipe première qu'après trois semaines. Il est champion de France pour la première fois de sa carrière en 2007. Le 19 juillet 2007, à la fin d'un match victorieux contre Bolton (3-1) et la qualification de l'Olympique lyonnais pour la finale de la Peace Cup, Alou Diarra, capitaine pour ce match, et le président Jean-Michel Aulas annoncent le départ attendu de l'international français. Durant sa saison dans le Rhône, il marque deux buts dont un en Ligue des champions.

### Confirmation au haut-niveau

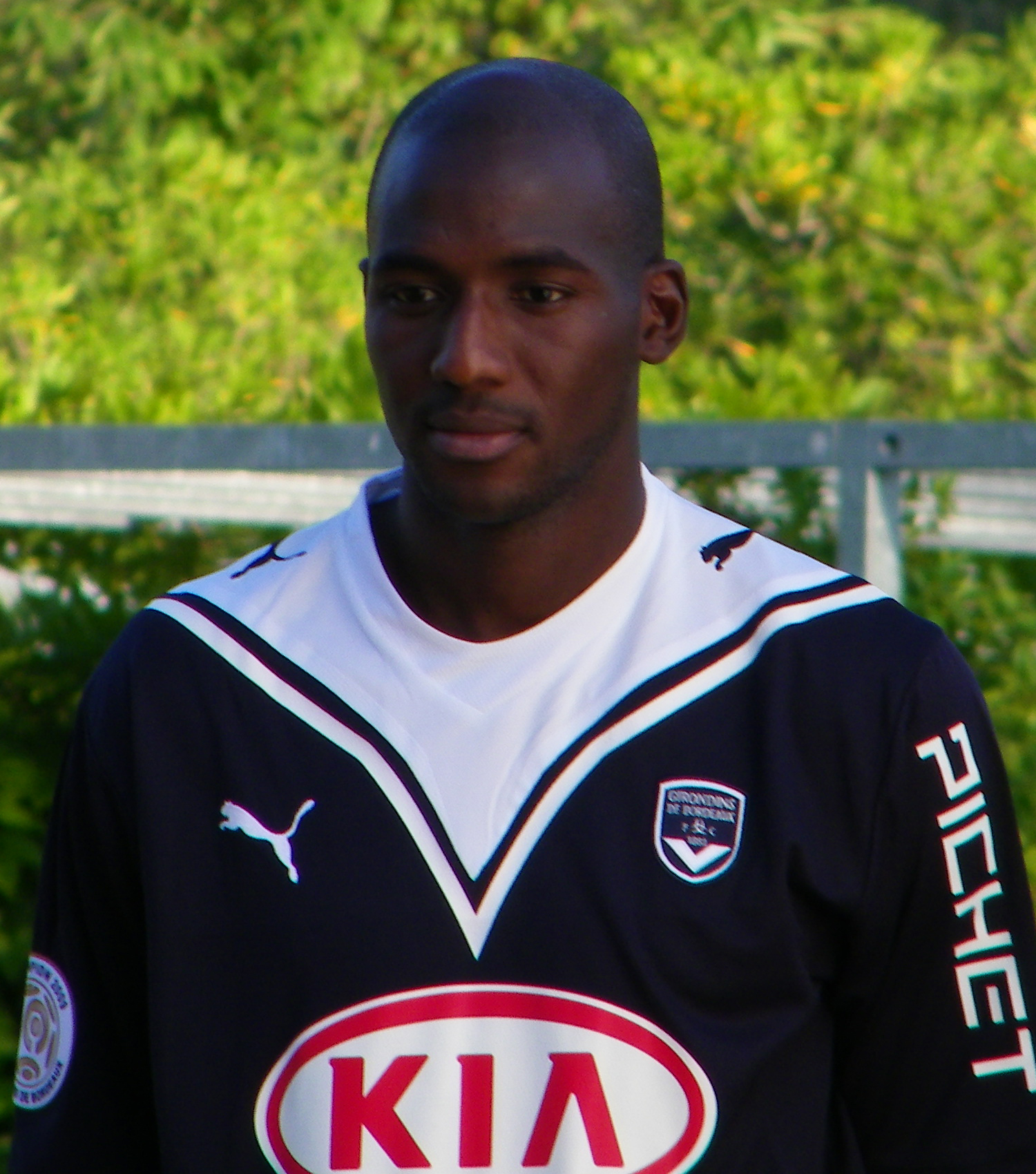
Alou Diarra avec les Girondins de Bordeaux.

Lors de l'été 2007, Alou Diarra rejoint les Girondins de Bordeaux pour quatre saisons et 7,75 millions d'euros. Il joue son premier match sous le maillot bordelais dès la première journée de Ligue 1 contre le RC Lens en tant que titulaire puis marque son premier but avec les Girondins contre le FC Metz le 29 août suivant. Il y confirme dès lors ses capacités et est systématiquement aligné devant la défense par Laurent Blanc, prenant une part active à la saison des Girondins qui terminent second du championnat, à quatre points de l'Olympique lyonnais puis champion après une incroyable série de onze victoires la saison suivante. Diarra marque en prime un superbe but lors d'un déplacement au Stade rennais (2-0), d'une reprise de volée sous la barre, qui sera élu "but de la journée".
Laurent Blanc en fait un pion essentiel dans son dispositif, il apprécie particulièrement son rôle de sentinelle seule devant la défense, que ce soit dans son 4-4-2 losange ou dans son 4-5-1 pour les gros matchs. Il fait partie de ce que l'on appelait la « colonne vertébrale bordelaise » composée de Souleymane Diawara puis Marc Planus, lui-même, Yoann Gourcuff et Marouane Chamakh qui permet à Bordeaux de marcher sur l'eau durant un an et demi. Son importance dans l'effectif bordelais est telle qu'il est désigné vice-capitaine durant la saison 2008-2009 puis capitaine à partir de la saison suivante. Le 16 octobre 2010, lors d'un match comptant pour la 9e journée de Ligue 1 face à l'AJ Auxerre, il écope d'un carton jaune à la suite d'une intervention musclée. Alou Diarra, qui juge la décision injuste, s'en prend alors vigoureusement à l'arbitre Wilfried Bien et le pousse. Il est exclu dans la foulée mais tient tout de même à s'excuser. Il est ensuite jugé par la commission disciplinaire et écope de six matchs de suspension le 4 novembre.
Le 4 juillet 2011, Alou Diarra signe un contrat de trois ans en faveur de l'Olympique de Marseille, la transaction s'élevant à environ cinq millions d'euros. Son début de saison est décevant, dans la prolongation de ses 18 derniers mois au Girondins. Il s'offre tout de même le trophée des champions dès son premier match à l'OM grâce à une victoire 5-4 sur le Lille OSC. Le 29 octobre, il marque son premier but sous les couleurs phocéennes, face au Dijon FCO au stade Gaston-Gérard avec à la clef, une victoire de l'OM trois buts à deux. Le club termine à la 10e place en championnat, loin des objectifs initiaux, mais remporte la coupe de la ligue face à l'Olympique lyonnais qui qualifie le club pour la Ligue Europa. Alou Diarra garde toute la saison la confiance de son entraîneur, Didier Deschamps, qui le titularise à 43 reprises sur 50 matchs joués.

### Équipe de France
La première saison d'Alou Diarra au RC Lens attire l'attention du sélectionneur français Raymond Domenech, qui le fait débuter en équipe de France A le 9 octobre 2004 face à l'équipe d'Irlande. Bien que rarement titulaire, il est régulièrement appelé par Raymond Domenech tout au long des éliminatoires de la Coupe du monde 2006. 
Retenu pour la phase finale, il dispute deux matchs : il entre en jeu contre le Togo en poule puis en finale face à l'Italie à la suite de la blessure de Patrick Vieira à la 56e minute.
Il n'est pas sélectionné pour disputer l'Euro 2008 avec la France, faisant partie des sept réservistes.
Le 24 mai 2010, il est sélectionné par Raymond Domenech dans la liste de 23 joueurs en vue de la Coupe du monde 2010. Le 22 juin 2010, il est nommé capitaine des « Bleus » lors du match contre l'Afrique du Sud.
Le 7 septembre 2010, alors qu'Alou Diarra n'a pas joué face à la Biélorussie, Laurent Blanc décide de le titulariser face à la Bosnie-Herzégovine dans le rôle de « sentinelle » qu'il affectionne tant, avec le jeune Yann M'Vila et Abou Diaby à ses côtés afin de solidifier l'équipe et d'apporter plus de sérénité à la défense. Il décide également de le nommer capitaine à plus long terme, comme aux Girondins de Bordeaux, jugeant que son expérience lui permet d'endosser cette responsabilité. Cependant, Laurent Blanc décidant de se laisser du temps pour choisir son capitaine, il perd le brassard mi-2011. Malgré tout, il reste le joueur ayant reçu le plus de capitanats (10, à égalité avec Hugo Lloris) sous l'ère Blanc, et l'équipe de France n'a jamais perdu un match (8 victoires et 2 nuls) lorsqu'il était le capitaine. 
Après une saison moyenne avec l'Olympique de Marseille, Alou Diarra est sélectionné pour l'Euro 2012, mais paraît n'être qu'un second choix au poste de milieu défensif. Bénéficiant de la blessure de Yann M'Vila en match de préparation, il est titulaire lors du premier match de poule face à l'Angleterre et réalise une prestation saluée. Malgré le retour de blessure de M'Vila, Diarra est conservé dans l’équipe-type pour les deux matchs suivants face à l'Ukraine et la Suède. La France est éliminée en quarts de finale face à l'Espagne (2-0), après un match où il reste sur le banc.

### Fin de carrière

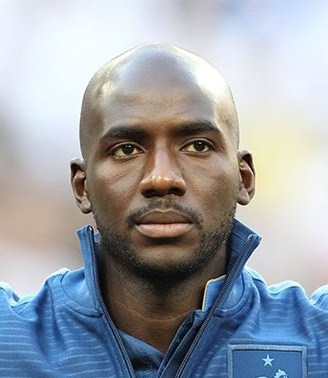
Alou Diarra avec l'équipe de France de football en 2012.

Le 10 août 2012, Diarra signe un contrat de trois ans en faveur du club anglais de West Ham United,, en échange d'une indemnité estimée par les observateurs à 2,5 millions d'euros. Le 25 août suivant, il dispute son premier match sous les couleurs des Hammers en entrant à la 69e minute du match comptant pour la deuxième journée de Premier League à Swansea City (défaite 3-0). Blessé pendant deux mois, il est ensuite très peu utilisé par l'entraîneur Sam Allardyce et souhaite alors quitter le club où « [il a] perdu [son] temps ». Le 31 janvier 2013, il est prêté jusqu'à la fin de la saison au Stade rennais. Ses performances sont décevantes, il rentre en Angleterre l'été venu. 
N'ayant pas trouvé de club, il reste à West Ham qui ne lui fait toujours pas encore confiance et Diarra joue seulement trois matchs de Premier League et cinq matchs en FA Cup et League Cup. Le 9 juillet 2014, West Ham annonce que le contrat de Diarra est résilié à l'amiable.
Sans contrat depuis malgré un essai avec l'AS Nancy, il s'engage le 23 février 2015 en faveur du Charlton Athletic, faisant son retour en Angleterre, cette fois en Championship (2e division anglaise). Il joue son premier match sous ses nouvelles couleurs dès le lendemain contre Derby County, en remplaçant en début de seconde période Lawrie Wilson. Il connaît ensuite sa première titularisation à Cardiff le 7 mars. Un mois plus tard il s'offre son premier but depuis son retour en Angleterre contre Milwall (défaite 2-1).
Le 7 avril 2015, Alou Diarra prolonge son contrat avec Charlton jusqu'en 2016 avec une année en option. Mais la saison est catastrophique et le club ne parvient pas à retrouver la Premier League. Pire, l'équipe se classe 22e et est reléguée en troisième division. Arrivé au terme de son contrat, il est laissé libre à la fin de la saison.
Le 1er septembre 2016, il s'engage avec l'AS Nancy-Lorraine pour une durée d'une saison et inscrit son premier but sous les couleurs nancéiennes contre le Paris SG le 15 octobre (défaite 1-2).
En 2022, le magazine So Foot le classe dans le top 1000 des meilleurs joueurs du championnat de France, à la 636e place.

## Reconversion
Consultant et commentateur occasionnel de matchs de Premier League sur SFR Sport entre 2017 et 2018, Alou Diarra rejoint M6 en septembre 2018 où il participe à l'émission 100 % foot pendant la Ligue des nations. En octobre 2018, il est recruté par France Télévisions en qualité de commentateur pour les matchs de coupes nationales.
Il est par ailleurs nommé entraîneur adjoint des moins de 19 ans du RC Lens en août 2018.
À la suite du limogeage de Philippe Montanier jusque-là entraîneur principal de l'équipe pro du Racing Club de Lens, il se retrouve propulsé entraîneur adjoint du nouvel entraîneur responsable de l'équipe première, Franck Haise. Il quitte le club à la fin de la saison 2021-2022 pour prendre en main l'équipe de jeunes de l'ESTAC Troyes.
En janvier 2023, l'ancien joueur est condamné par le tribunal de commerce de Pontoise à une interdiction de gérer des sociétés pour une durée de cinq ans à la suite de factures impayées dans son club de futsal qu'il détient avec son frère.

## Statistiques
Le tableau suivant récapitule les statistiques d'Alou Diarra durant sa carrière professionnelle.
| Saison                | Club                   | Championnat           | Championnat | Championnat | Coupe nationale | Coupe nationale | Coupe de la Ligue | Coupe de la Ligue | Supercoupe | Supercoupe | Compétition(s) continentale(s) | Compétition(s) continentale(s) | Compétition(s) continentale(s) | France | France | Total | Total |
| Saison                | Club                   | Division              | M.          | B.          | M.              | B.              | M.                | B.                | M.         | B.         | Comp.                          | M.                             | B.                             | M.     | B.     | M.    | B.    |
| 1999-2000             | CS Louhans-Cuiseaux    | Division 2            | 3           | 0           | -               | -               | -                 | -                 | -          | -          | -                              | -                              | -                              | -      | -      | 3     | 0     |
| Sous-total            | Sous-total             | Sous-total            | 3           | 0           | 0               | 0               | 0                 | 0                 | 0          | 0          | -                              | 0                              | 0                              | 0      | 0      | 3     | 0     |
| 2000-2001             | Bayern Munich B        | Regionalliga Sud      | 29          | 3           | -               | -               | -                 | -                 | -          | -          | -                              | -                              | -                              | -      | -      | 29    | 3     |
| 2001-2002             | Bayern Munich B        | Regionalliga Sud      | 13          | 1           | -               | -               | -                 | -                 | -          | -          | -                              | -                              | -                              | -      | -      | 13    | 1     |
| Sous-total            | Sous-total             | Sous-total            | 42          | 4           | 0               | 0               | 0                 | 0                 | 0          | 0          | -                              | 0                              | 0                              | 0      | 0      | 42    | 4     |
| 2002-2003             | Le Havre AC (prêt)     | Ligue 1               | 25          | 0           | 2               | 1               | 1                 | 0                 | -          | -          | -                              | -                              | -                              | -      | -      | 28    | 1     |
| 2003-2004             | SC Bastia (prêt)       | Ligue 1               | 35          | 4           | 2               | 0               | 1                 | 0                 | -          | -          | -                              | -                              | -                              | -      | -      | 38    | 4     |
| Sous-total            | Sous-total             | Sous-total            | 60          | 4           | 4               | 1               | 2                 | 0                 | 0          | 0          | -                              | 0                              | 0                              | 0      | 0      | 66    | 5     |
| 2004-2005             | RC Lens (prêt)         | Ligue 1               | 34          | 2           | -               | -               | 3                 | 0                 | -          | -          | -                              | -                              | -                              | 3      | 0      | 40    | 2     |
| 2005-2006             | RC Lens                | Ligue 1               | 32          | 2           | 1               | 0               | 1                 | 0                 | -          | -          | C4+C3                          | 4+6                            | 0                              | 8      | 0      | 52    | 2     |
| Sous-total            | Sous-total             | Sous-total            | 66          | 4           | 1               | 0               | 4                 | 0                 | 0          | 0          | -                              | 10                             | 0                              | 11     | 0      | 92    | 4     |
| 2006-2007             | Olympique lyonnais     | Ligue 1               | 15          | 1           | 1               | 0               | 3                 | 1                 | -          | -          | C1                             | 5                              | 1                              | 1      | 0      | 25    | 3     |
| Sous-total            | Sous-total             | Sous-total            | 15          | 1           | 1               | 0               | 3                 | 1                 | 0          | 0          | -                              | 5                              | 1                              | 1      | 0      | 25    | 3     |
| 2007-2008             | Girondins de Bordeaux  | Ligue 1               | 36          | 4           | 4               | 0               | -                 | -                 | -          | -          | C3                             | 4                              | 0                              | 1      | 0      | 45    | 4     |
| 2008-2009             | Girondins de Bordeaux  | Ligue 1               | 35          | 2           | 1               | 0               | -                 | -                 | 1          | 0          | C1+C3                          | 6+2                            | 1+0                            | 7      | 0      | 52    | 3     |
| 2009-2010             | Girondins de Bordeaux  | Ligue 1               | 30          | 1           | 1               | 0               | 3                 | 0                 | 1          | 0          | C1                             | 7                              | 0                              | 6      | 0      | 48    | 1     |
| 2010-2011             | Girondins de Bordeaux  | Ligue 1               | 32          | 4           | 1               | 0               | -                 | -                 | -          | -          | -                              | -                              | -                              | 8      | 0      | 41    | 4     |
| Sous-total            | Sous-total             | Sous-total            | 133         | 11          | 11              | 0               | 3                 | 0                 | 0          | 0          | -                              | 19                             | 1                              | 22     | 0      | 188   | 12    |
| 2011-2012             | Olympique de Marseille | Ligue 1               | 34          | 2           | 3               | 0               | 3                 | 0                 | 1          | 0          | C1                             | 9                              | 0                              | 10     | 0      | 60    | 2     |
| Sous-total            | Sous-total             | Sous-total            | 34          | 2           | 3               | 0               | 3                 | 0                 | 0          | 0          | -                              | 9                              | 0                              | 10     | 0      | 59    | 2     |
| 2012-2013             | West Ham United        | Premier League        | 3           | 0           | 2               | 0               | 1                 | 0                 | -          | -          | -                              | -                              | -                              | -      | -      | 6     | 0     |
| Sous-total            | Sous-total             | Sous-total            | 3           | 0           | 2               | 0               | 1                 | 0                 | 0          | 0          | -                              | 0                              | 0                              | 0      | 0      | 6     | 0     |
| 2012-2013             | Stade rennais (prêt)   | Ligue 1               | 12          | 0           | -               | -               | -                 | -                 | -          | -          | -                              | -                              | -                              | -      | -      | 12    | 0     |
| Sous-total            | Sous-total             | Sous-total            | 12          | 0           | 0               | 0               | 0                 | 0                 | 0          | 0          | -                              | 0                              | 0                              | 0      | 0      | 12    | 0     |
| 2013-2014             | West Ham United        | Premier League        | 3           | 0           | 1               | 0               | 4                 | 0                 | -          | -          | -                              | -                              | -                              | -      | -      | 8     | 0     |
| Sous-total            | Sous-total             | Sous-total            | 3           | 0           | 1               | 0               | 4                 | 0                 | 0          | 0          | -                              | 0                              | 0                              | 0      | 0      | 8     | 0     |
| 2014-2015             | Charlton Athletic      | Championship          | 12          | 1           | -               | -               | -                 | -                 | -          | -          | -                              | -                              | -                              | -      | -      | 12    | 1     |
| 2015-2016             | Charlton Athletic      | Championship          | 32          | 0           | -               | -               | 1                 | 0                 | -          | -          | -                              | -                              | -                              | -      | -      | 33    | 0     |
| Sous-total            | Sous-total             | Sous-total            | 44          | 1           | 0               | 0               | 1                 | 0                 | 0          | 0          | -                              | 0                              | 0                              | 0      | 0      | 45    | 1     |
| 2016-2017             | AS Nancy-Lorraine      | Ligue 1               | 18          | 2           | 2               | 0               | 3                 | 0                 | -          | -          | -                              | -                              | -                              | -      | -      | 23    | 2     |
| Sous-total            | Sous-total             | Sous-total            | 18          | 2           | 2               | 0               | 3                 | 0                 | 0          | 0          | -                              | 0                              | 0                              | 0      | 0      | 23    | 2     |
| Total sur la carrière | Total sur la carrière  | Total sur la carrière | 433         | 29          | 21              | 1               | 24                | 1                 | 3          | 0          | -                              | 48                             | 2                              | 44     | 0      | 573   | 33    |

## Palmarès

### En club
Il remporte avec le RC Lens, la Coupe Intertoto en 2005.
Il est champion de France à deux reprises en 2007 avec l'Olympique lyonnais et en 2009 avec les Girondins de Bordeaux après avoir été vice-champion en 2008. Avec les Girondins de Bordeaux, il remporte également deux trophées des champions en 2008 et 2009 et s'incline en finale de coupe de la ligue en 2010 contre l'Olympique de Marseille.
Avec l'Olympique de Marseille justement, il remporte son troisième trophée des champions de sa carrière en 2011 et la coupe de la ligue en 2012 face à l'Olympique lyonnais.

### En équipe nationale
Avec l'équipe de France, il est finaliste de la coupe du monde en 2006, battu aux tirs au but par l'Italie.